# Justus von Liebig
Justus von Liebig (Darmstadt, 12. svibnja 1803. – München, 18. travnja 1873.), njemački kemičar.
Bio je profesor u Gießenu, Heidelbergu i Münchenu. Na sveučilištu u Gießenu organizirao je sistematsku teorijsku i praktičnu nastavu kemije, koja je poslužila kao uzor svim sveučilištima svijeta. Jedan je od utemeljitelja agrikulturne i fiziološke kemije. Usavršio je elementarnu analizu organskih spojeva, sintetizirao kloroform, kloral i niz drugih organskih spojeva, uveo u poljoprivredu umjetno gnojenje tla, izradio propise za proizvodnju ogledala, praška za pečenje, ekstrakta mesa i dr.

## Djela
- "Organska kemija i njezina primjena na grikulturnu kemiju i fiziologiju"
- "Priručnik organske kemije"
- "Temelji agrikulturne kemije"